# De Rosa-Ceramica Flaminia/Saison 2011
Dieser Artikel listet Erfolge und Mannschaft des Radsportteams De Rosa-Ceramica Flaminia in der Saison 2011 auf.

## Abgänge – Zugänge
| Zugänge            | Team 2010                                       | Abgänge           | Team 2011                  |
| ------------------ | ----------------------------------------------- | ----------------- | -------------------------- |
| Michele Merlo      | Footon-Servetto                                 | Matteo Montaguti  | AG2R La Mondiale           |
| Damiano Margutti   | Androni Giocattoli-Serramenti PVC Diquigiovanni | Damiano Caruso    | Liquigas-Cannondale        |
| Filippo Baggio     | Ceramica Flaminia                               | Cristiano Salerno | Liquigas-Cannondale        |
| Paolo Bailetti     | Ceramica Flaminia                               | Claudio Corioni   | Acqua & Sapone             |
| Edoardo Girardi    | Ceramica Flaminia                               | Riccardo Chiarini | Androni Giocattoli-C.I.P.I |
| Giuseppe De Maria  | Amica Chips-Knauf (2009)                        | Giairo Ermeti     | Androni Giocattoli-C.I.P.I |
| Patxi Vila         | Lampre (2008)                                   | Roberto Ferrari   | Androni Giocattoli-C.I.P.I |
| Matteo Fedi        | Neoprofi                                        | Jure Golčer       | Perutnina Ptuj             |
| Gianluca Maggiore  | Neoprofi                                        | Marco Cattaneo    | Unbekannt                  |
| Fabio Piscopiello  | Neoprofi                                        | Claudio Cucinotta | Unbekannt                  |
| Federico Rocchetti | Neoprofi                                        | Fabio Negri       | Unbekannt                  |

## Mannschaft
| Name               | Geburtstag         | Nationalität |
| ------------------ | ------------------ | ------------ |
| Filippo Baggio     | 5. Juni 1988       | Italien      |
| Paolo Bailetti     | 15. Juli 1980      | Italien      |
| Cristian Benenati  | 15. Juli 1982      | Italien      |
| Oleg Berdos        | 9. Juni 1987       | Moldau       |
| Stefano Borchi     | 9. März 1987       | Italien      |
| Giorgio Brambilla  | 19. September 1988 | Italien      |
| Giuseppe De Maria  | 30. August 1984    | Italien      |
| Matteo Fedi        | 11. November 1988  | Italien      |
| Edoardo Girardi    | 22. Oktober 1985   | Italien      |
| Sergio Laganà      | 4. November 1982   | Italien      |
| Gianluca Maggiore  | 21. Februar 1985   | Italien      |
| Damiano Margutti   | 7. März 1986       | Italien      |
| Michele Merlo      | 7. August 1984     | Italien      |
| Fabio Piscopiello  | 16. Februar 1985   | Italien      |
| Federico Rocchetti | 14. Januar 1986    | Italien      |
| Patxi Vila         | 11. Oktober 1975   | Spanien      |

## Platzierungen in UCI-Ranglisten
|      | Fahrer            | Punkte |
| ---- | ----------------- | ------ |
| 359. | Giorgio Brambilla | 4      |

|      | Fahrer        | Punkte |
| ---- | ------------- | ------ |
| 135. | Michele Merlo | 19     |

|       | Fahrer             | Punkte |
| ----- | ------------------ | ------ |
| 224.  | Paolo Bailetti     | 71     |
| 309.  | Oleg Berdos        | 50     |
| 384.  | Federico Rocchetti | 40     |
| 427.  | Giuseppe De Maria  | 37     |
| 433.  | Patxi Vila         | 36     |
| 560.  | Filippo Baggio     | 24     |
| 560.  | Edoardo Girardi    | 24     |
| 743.  | Michele Merlo      | 13     |
| 987.  | Giorgio Brambilla  | 6      |
| 1064. | Gianluca Maggiore  | 5      |
| 1212. | Stefano Borchi     | 2      |